# José Francisco González González
José Francisco González González (Yahualica, 17 maggio 1966) è un arcivescovo cattolico messicano, dal 27 febbraio 2025 arcivescovo metropolita di Tuxtla Gutiérrez.

## Biografia
È nato il 17 maggio 1966 a Yahualica.

### Formazione e ministero sacerdotale
Dopo essere entrato nel seminario arcivescovile di Guadalajara, è stato ordinato presbitero il 4 giugno 1995 dal cardinale Juan Sandoval Íñiguez, arcivescovo metropolita di Guadalajara.
Tra il 1996 e il 2000 ha conseguito la licenza in diritto canonico presso la Pontificia Università della Santa Croce e quella in teologia biblica presso la Pontificia Università Gregoriana di Roma.

### Ministero episcopale
Il 14 febbraio 2008 papa Benedetto XVI lo ha nominato vescovo ausiliare di Guadalajara, assegnandogli la sede titolare di Feradi Maggiore.
Ha ricevuto la consacrazione episcopale il 10 aprile successivo dal cardinale Juan Sandoval Íñiguez, co-consacranti il nunzio apostolico in Messico Christophe Pierre, l'arcivescovo metropolita di Antequera José Luis Chávez Botello, il vescovo di Texcoco Carlos Aguiar Retes e il vescovo ausiliare di Guadalajara Miguel Romano Gómez.
Il 13 dicembre 2013 papa Francesco lo ha nominato vescovo di Campeche.
Il 26 febbraio 2025 lo stesso papa Francesco lo ha promosso arcivescovo metropolita di Tuxtla Gutiérrez. Il 25 aprile successivo ha preso possesso dell'arcidiocesi.

## Genealogia episcopale
La genealogia episcopale è:
- Cardinale Scipione Rebiba
- Cardinale Giulio Antonio Santori
- Cardinale Girolamo Bernerio, O.P.
- Arcivescovo Galeazzo Sanvitale
- Cardinale Ludovico Ludovisi
- Cardinale Luigi Caetani
- Cardinale Ulderico Carpegna
- Cardinale Paluzzo Paluzzi Altieri degli Albertoni
- Papa Benedetto XIII
- Papa Benedetto XIV
- Cardinale Enrico Enriquez
- Arcivescovo Manuel Quintano Bonifaz
- Cardinale Buenaventura Córdoba Espinosa de la Cerda
- Cardinale Giuseppe Maria Doria Pamphilj
- Papa Pio VIII
- Papa Pio IX
- Cardinale Alessandro Franchi
- Cardinale Giovanni Simeoni
- Cardinale Antonio Agliardi
- Cardinale Basilio Pompilj
- Cardinale Adeodato Piazza, O.C.D.
- Cardinale Luigi Raimondi
- Vescovo Manuel Talamás Camandari
- Cardinale Juan Sandoval Íñiguez
- Arcivescovo José Francisco González González